# غامبكوي
غامبكوي (بالإنجليزية: Gambaxoi)‏ هي منطقة سكنية تقع في الصين في أزمة التبت والصين. يقدر عدد سكانها بـ
- نسمة .